# Municipio de Tonganoxie
El municipio de Tonganoxie (en inglés: Tonganoxie Township) es un municipio ubicado en el condado de Leavenworth en el estado estadounidense de Kansas. En el año 2010 tenía una población de 5717 habitantes y una densidad poblacional de 41,32 personas por km².

## Geografía
El municipio de Tonganoxie se encuentra ubicado en las coordenadas 39°8′12″N 95°8′29″O / 39.13667, -95.14139. Según la Oficina del Censo de los Estados Unidos, el municipio tiene una superficie total de 138.36 km², de la cual 137,52 km² corresponden a tierra firme y (0,61 %) 0,84 km² es agua.

## Demografía
Según el censo de 2010, había 5717 personas residiendo en el municipio de Tonganoxie. La densidad de población era de 41,32 hab./km². De los 5717 habitantes, el municipio de Tonganoxie estaba compuesto por el 95,47 % blancos, el 0,87 % eran afroamericanos, el 0,93 % eran amerindios, el 0,47 % eran asiáticos, el 0,73 % eran de otras razas y el 1,52 % eran de una mezcla de razas. Del total de la población el 3,08 % eran hispanos o latinos de cualquier raza.